# Lago Ameenpur
El lago Ameenpur es un pequeño cuerpo de agua en el Distrito Sangareddy en el estado indio de Telangana y que se encuentra en el borde de la ciudad de Hyderabad. Es el primer cuerpo de agua en la India en ser reconocido como Sitio de Patrimonio de la Biodiversidad y es el primer sitio de biodiversidad aprobado en un área urbana.

## Descripción
El lago Ameenpur se encuentra en los flancos del noroeste de Hyderbad y es un lago artificial hecho por el hombre construido hace más de 300 años durante el reinado de Ibrahim Qutb Shah (1550-1580) por el cortesano Abdul Quadir Amin Khan de Patancheru, para regar sus jardines. Estos jardines ya no existen, pero el lago ha sobrevivido. El lago está rodeado por terreno ondulante con afloramientos rocosos y formaciones rocosas que se encuentran en medio de una expansión urbanas, rodeado por fábricas, pueblos, y apartamentos modernos.
Ameenpur ocupó alguna vez una área de más de 300 acres (1,2 km²) pero, debido a invasión, el lago actualmente cubre una área de 93 acres (0.38 km²).

## Vida silvestre
Varias aves residentes y migratorias como flamingos, garcetas, garzas, cormoranes, alcedínidos y charranes indios visitan el lago. Por lo que el lago Ameenpur es un sitio importante para observadores de aves en Hyderabad.
En 2017 se reportó que el lago era hogar de 8 especies de mamíferos, 166 aves, 45 herpetofauna  (12 anfibios y 34 reptiles), 9 especies de peces, y 143 invertebrados  (26 escarabajos acuáticos, 41 mariposas, 18 odonatos (libélulas) , 25 arácnidos, y 33 otros invertebrados).

## Sitio de biodiversidad
Ameenpur fue declarado como Sitio de Patrimonio de la Biodiversidad en noviembre de 2016 por el Ministerio del Medio Ambiente bajo la ley de Diversidad Biológica de 2002 debido al  gran número de aves migratorios que prosperan en el lugar.

## Galería

Aves del lago Ameenpur
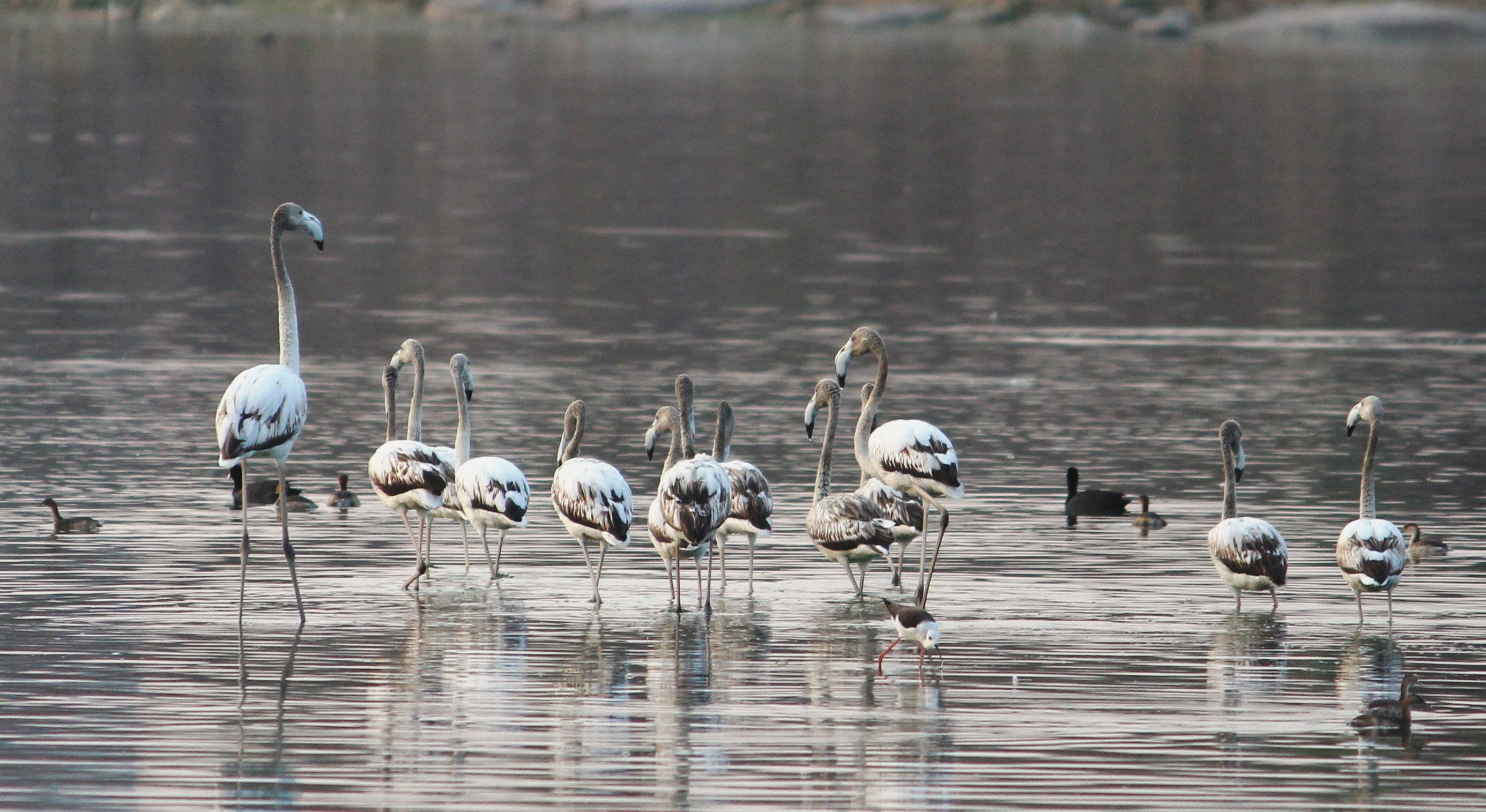
Flamingos en el lago Ameenpur, Hyderbad, India
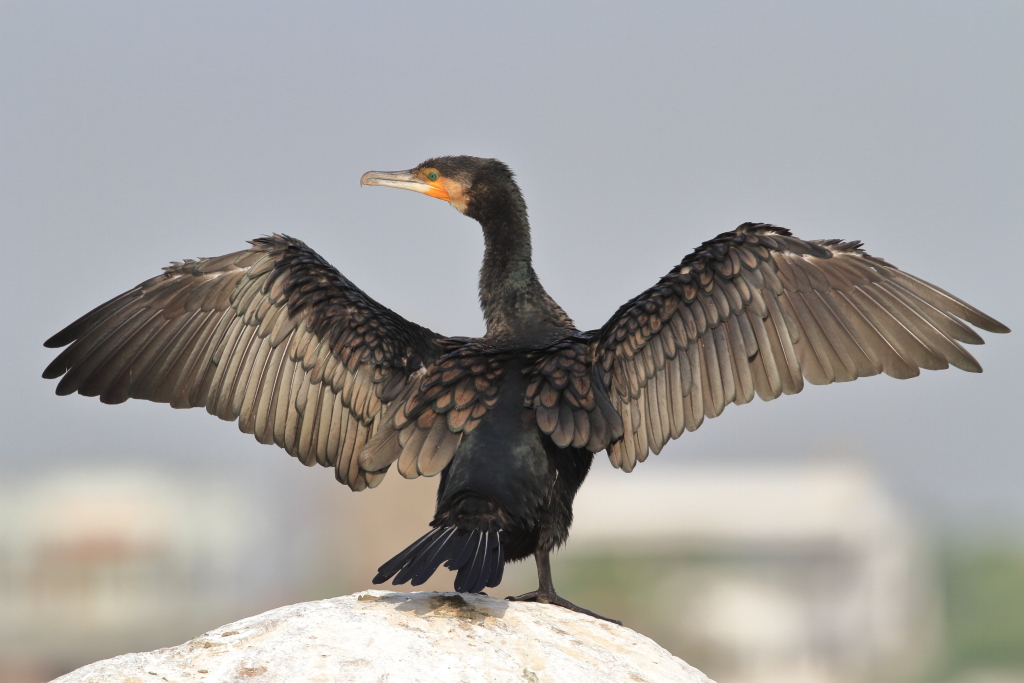
Cormorán (Phalacrocorax carbo)
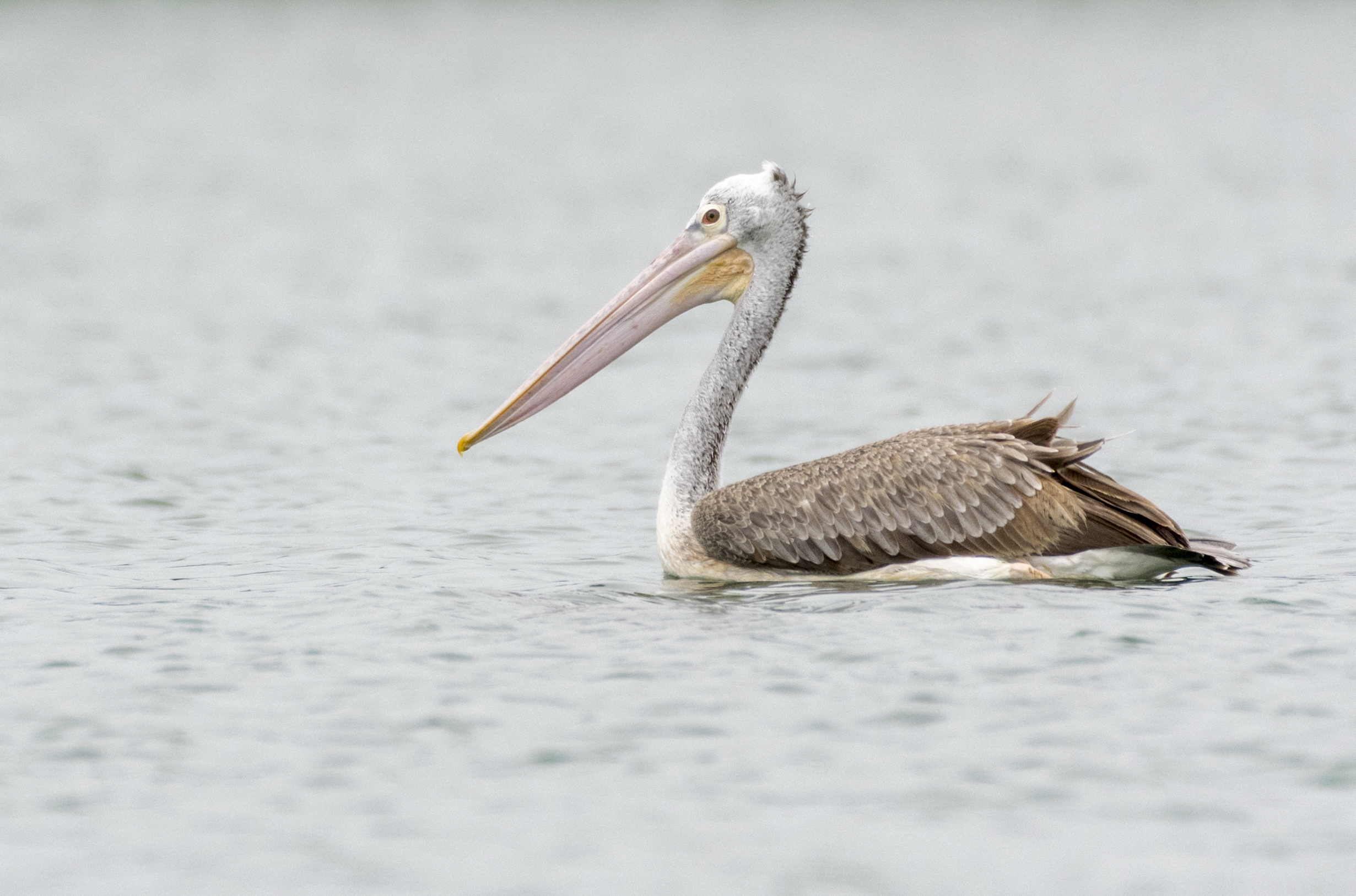
Pelícano oriental (Pelecanus philippensis) en el lago Ameenpur, India
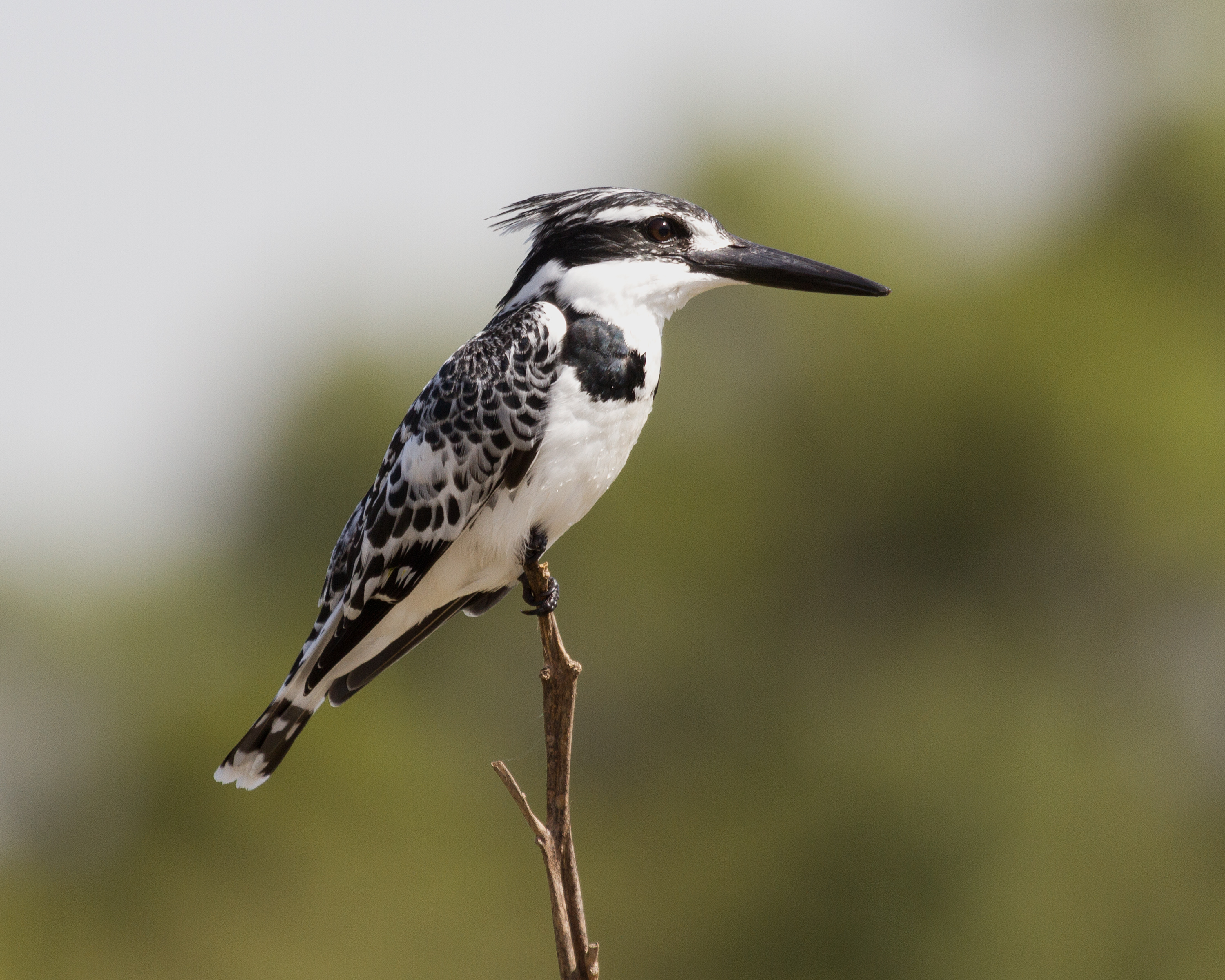
Martín pescador pío (Ceryle rudis)
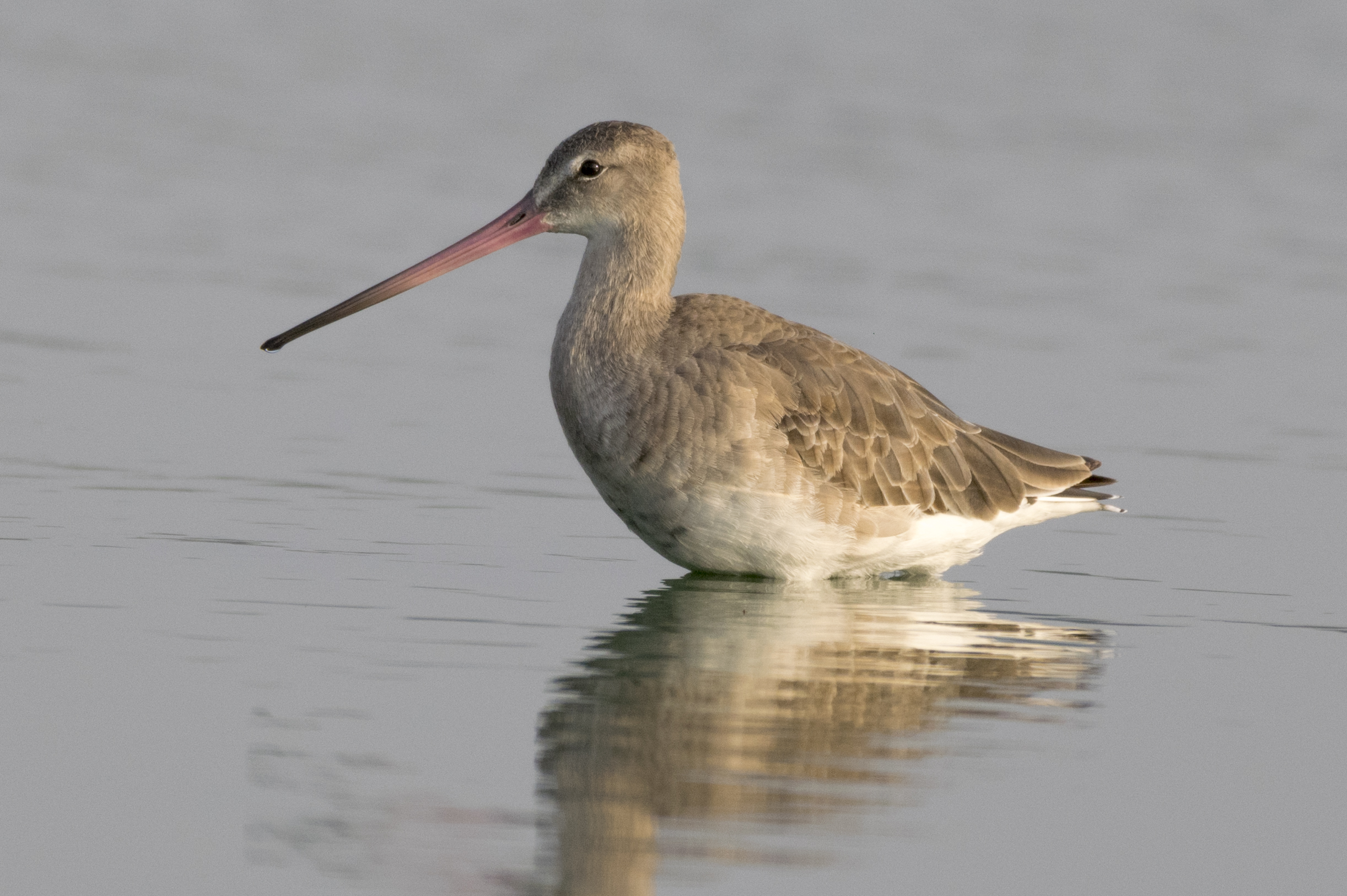
Aguja colinera (Limosa limosa)
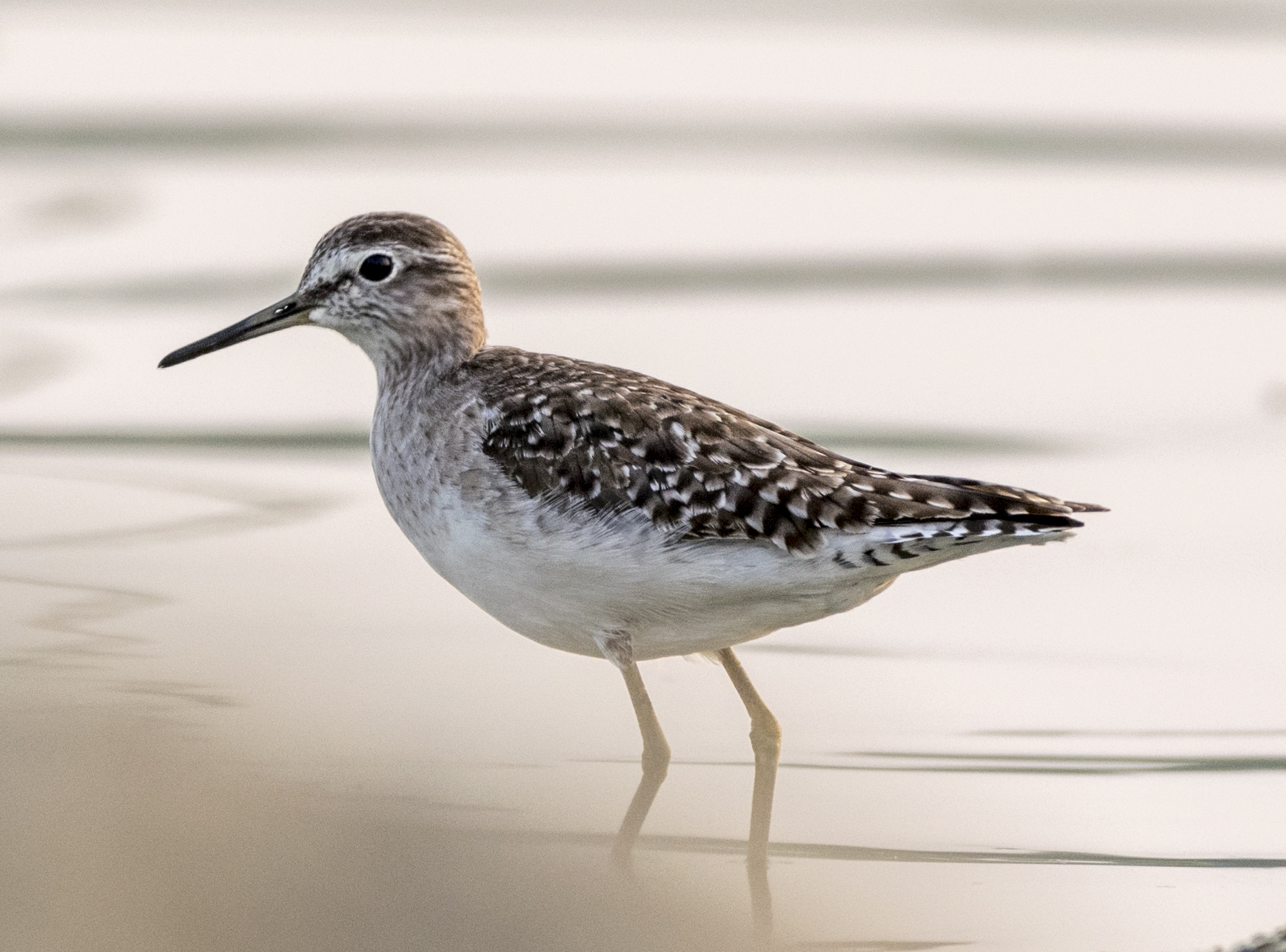
Playero zancón (Calidris himantopus)
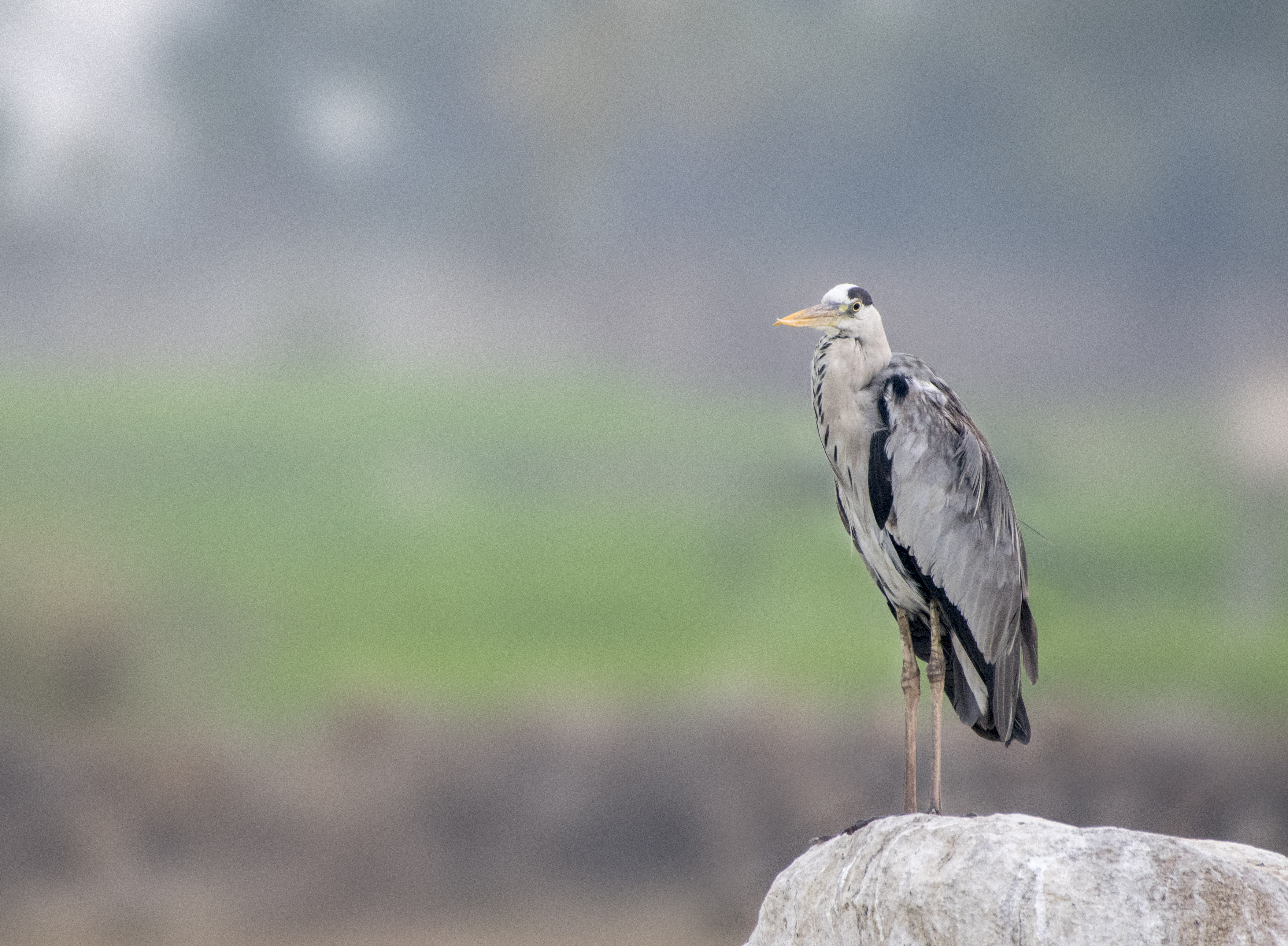
Garza real (Ardea cinerea)

## Turismo
Ameenpur es clasificado por TripAdvisor como el lugar 143.º de 242 cosas para hacer en Hyderabad.